# Isha (rappeur)
Pour les articles homonymes, voir Isha.
Isha (\iza\), stylisé ISHA, anciennement Psmaker, de son nom complet Isha Pilipili, né le 2 juin 1986 à Woluwe-Saint-Lambert (Bruxelles-Capitale) est un rappeur, chanteur et auteur-compositeur-interprète belge d'origine congolaise.
Après une première carrière sous le pseudonyme de "Psmaker" dans les années 2000, il reprend son parcours quelques années plus tard sous son propre prénom durant la seconde moitié de la décennie 2010. Porté par son flow tranquille, sa voix grave et son écriture introspective, il est connu pour son appartenance à la nouvelle vague du rap belge des années 2010 avec des artistes tels que Hamza, Damso, Green Montana ou Shay.
De 2017 à 2020, c'est avec sa trilogie d'EP La vie Augmente qu'il se fait remarquer auprès d'un public de connaisseurs, s'étendant au-delà des frontières de la Belgique. En 2022, il publie son premier album studio, Labrador Bleu. En 2023, il s'associe à Limsa d'Aulnay et sort "Bitume Caviar, Vol 1", un projet commun salué par la critique pour la complémentarité des deux artistes et la qualité de leur écriture.
Parallèlement à sa carrière d'artiste, il cofonde la label "PAPA SHANGO" (label en partenariat avec les structures Parlophone France et BMG France), avec Stanley Zotres en 2021.

## Biographie

### Origines et jeunesse
Isha Pilipili naît le 2 juin 1986 à Woluwe-Saint-Lambert dans la région Bruxelles-Capitale de parents immigrés congolais, et est le cadet d'une fratrie de 5 enfants. Son père est théologien, écrivain, et historien. Sa mère, quant à elle, est affiliée à diverses associations qui luttent pour le droit des femmes et s'implique concernant les questions qui touchent au Congo, ancienne colonie belge. Il développe alors une partie de sa culture musicale grâce à l'influence de ses frères et sœurs aînés, notamment à travers la chaîne MTV. Durant son enfance, il vit des bouleversements qui vont l'influencer dans sa carrière d'artiste, laissant une trace sur sa manière d'appréhender la musique. Notamment le divorce de ses parents à l'âge de ses sept ans en 1993, en raison de l'instabilité mentale de son père violent et maniaco-dépressif. Il part alors vivre avec sa mère et le reste de sa fratrie à Molenbeek-Saint-Jean.
Cependant, la situation familiale se détériore progressivement. En pleine phase de rébellion, Isha entre de plus en plus souvent en conflit avec sa mère. Le fait de voir ses parents, pourtant diplômés, peiner à trouver un emploi et à subvenir à leurs besoins le démotive à poursuivre ses études. À bout, sa mère finit par le mettre à la porte. Il part alors vivre chez son père à 16 ans. Cette période est marquée par l’errance, des nuits passées dehors, ainsi que par la consommation d’alcool, de drogues et par des actes de délinquance. En 2005, alors qu'il n'est âgé que de 19 ans, son père décède durant son sommeil. Cet événement le bouleverse profondément et marque le début d'une période plus sombre de sa vie. Plongé dans l’instabilité et en quête de repères, Isha continue de s’enliser. Vers l'âge de 18 ou 19 ans, lors d'un séjour en Flandre près d'Anvers, il est arrêté en possession d'un kilogramme de cannabis dans sa voiture. Incarcéré pour une courte durée – « un peu plus d'un mois », selon ses propres mots – il parvient à obtenir une réduction de peine en prouvant au magistrat qu'il est capable de se réinsérer.

### Débuts

#### Découverte du rap et premier projet:Vas-y chante(2002-2008)
En 2002, sur les bancs de l'école Val duchesse, Isha découvre véritablement le rap lorsqu’un camarade de classe lui montre son cahier de rimes. « Ce cahier, qu’il emportait partout avec lui, rendait le rap studieux à mes yeux», déclarera-t-il en amont. Ainsi, quelques semaines après cette révélation, il commence à son tour à écrire ses propres textes et à les rapper. À 16 ans, il pose ses premiers couplets sous le pseudonyme de Psmaker,. À cette époque, il forme son premier groupe de rap, "Section d’élite", aux côtés d’un ami du nom d'Éric, déjà actif dans le milieu depuis plusieurs années. Ce dernier joue un rôle important dans ses premiers pas artistiques, lui transmettant les bases de l’écriture, notamment l’art de la rime et les multisyllabiques.
Il bénéficie également de conditions favorables à sa progression musicale : grâce à un DJ de son entourage, il accède très tôt à un studio d’enregistrement. Contrairement à de nombreux jeunes rappeurs de son âge qui devaient attendre plusieurs années avant de pouvoir enregistrer, Isha dispose rapidement d’un environnement professionnel. Quatre années plus tars, en 2006, il rejoint le crew "L'Agency". Avec ce collectif d’environ huit membres, il se réunit chaque dimanche chez ce DJ pour improviser, enregistrer des morceaux et produire des compilations diffusées sous forme de cassettes et de CD, et parvient même à participer à quelques concerts,.
Le 21 mars 2008, soit à 21 ans, il publie son premier album intitulé Vas-y chante. S’il connaît toutefois un certain succès d’estime auprès des connaisseurs belges, le projet est considéré comme un échec commercial. Découragé, le rappeur belge prend la décision de faire une pause dans sa carrière en raison des difficultés rencontrées dans l'industrie musicale, notamment dans un contexte marqué par la Crise du disque. De plus, à cette époque, on considère que le rap belge ne semble pas avoir de véritable avenir. Par la suite, il quitte la Belgique et s'installe en France, à Sarcelles, chez son oncle et sa tante. Là-bas, il trouve un emploi comme vendeur dans un magasin C&A. Il décrit cette période comme étant « peut-être la pire [de sa vie] », ayant toujours un flasque de whisky en poche.

#### Crise personnelle et renaissance (2009–2016)
Durant ce passage à vide artistique, Isha consomme beaucoup d'alcool, allant jusqu'à garder en permanence une bouteille de whisky sur lui, au point de parfois oublier de manger. À l'âge de 24 ou 25 ans, un événement vient bouleverser sa vie : sa compagne de l'époque tombe enceinte, il s'apprête à devenir père. Cette annonce le décide à rentrer à Bruxelles. De retour dans sa ville natale, il trouve un emploi au Samu Social, où il travaille aux côtés de sans-abri et de migrants jusqu'en 2018. Cette expérience se révèle être une étape décisive pour lui : en côtoyant quotidiennement des personnes luttant contre diverses formes d'addiction, il prend conscience de sa propre dépendance à l'alcool et réalise la nécessité de rompre ce cycle destructeur. Cette prise de conscience amorce une transformation personnelle importante et le fait mûrir.
Le rappeur reprend finalement sa carrière musicale, délaissant le pseudonyme Psmaker au profit de son prénom. Libéré de sa dépendance à l'alcool, il signe en 2016 son retour avec Passage à Niveau #1. Ce comeback est en partie motivé par l'émergence d'une nouvelle vague de rappeurs belges au milieu des années 2010 et l'engouement croissant autour d'elle. De plus, il déclare également que c'est le niveau des nouveaux rappeurs qui ont su raviver en lui son esprit de compétition : « quand Kaaris, Joke, Niro et tous ces types ont débarqué avec leur son […] ça faisait longtemps que je n’avais plus entendu des rappeurs qui me donnaient envie de rapper ». En 2017, il connaît ainsi un regain de popularité, multipliant les apparitions, notamment avec un son pour la bande originale du film Tueurs, regroupant toutes les étoiles montantes du rap belge de cette époque à l'instar de Damso ou encore Roméo Elvis. La même année, il livre aussi un clip pour Colors avec le morceau Karma et réalise un freestyle exclusif pour Rentre dans le Cercle.

### Carrière

#### Succès avec la trilogieLa Vie Augmente(2017-2020)
Neuf ans après la sortie de son premier album, lsha revient en 2017 avec La Vie Augmente Vol. 1. Le titre de ce projet rend hommage au classique du cinéma congolais La Vie est Belle, réalisé en 1987 par son oncle Mwezé Ngangura. L'expression “la vie augmente” étant une des répliques du long-métrage. Le 21 avril 2017, il publie donc le premier volet de son triptyque, un EP de 10 titres incluant un featuring avec JeanJass. Selon l'Abcdr du son, le projet frappe par « sa sincérité presque impudique », avec son flow tranquille, sa voix grave et une écriture « thérapeutique et introspective ». Puis le 23 mars 2018, Isha dévoile le deuxième opus, La Vie Augmente, Vol. 2. D'après l'Abcdr du son, l'album marque une évolution stylistique notable et « s'émancipe » du rap traditionnel de l'époque, adoptant des flows plus mélodiques, parfois chantants, flirtant même avec les codes de la variété. Le 7 février 2020, après avoir publié les singles Durag et Idole, il clôt la trilogie avec La Vie Augmente, Vol. 3, pensé comme une introduction avant la sortie de son véritable premier album studio, Labrador Bleu.
La série La Vie Augmente est saluée par certains critiques dont le média IntergénéRAPtions qui la décrit comme « l’une des meilleures séries de projets qu’il y ait eu dans l’histoire récente du rap français ». Isha lui-même porte un regard positif sur cette trilogie qui a représenté un tournant décisif pour lui : « Ma vie a vraiment augmenté avec cette trilogie. Le rap m’a vraiment sauvé, je sais exactement où j’aurais fini sans lui ».

#### Labrador Bleu(2021-2022)
Après avoir clôturé son triptyque LVA et alors que son premier album était initialement attendu entre 2020 et 2021, Isha annonce la sortie surprise de l'EP FAITES PAS CHIER J’PRÉPARE UN ALBUM, paru le 25 juin 2021. Il explique avoir traversé une période de remise en question artistique, ayant conduit à un remaniement en profondeur de son projet initial :

« La vérité sur ce projet, c'est que j'étais sur la fin de l'album, j'me suis réveillé un matin, j'ai voulu tout jeter et recommencer à zéro. Finalement, j'ai gardé le meilleur et j'vous offre cet EP. Je retourne en cabine. »

Par la suite, le 18 février 2022, Isha partage un premier extrait intitulé La réincarnation de Biggie. Son premier album studio, Labrador Bleu, sort finalement le 15 avril 2022. Dans un documentaire réalisé par StreetPress à l'occasion, Isha confie que cet opus est dédié à son grand frère, décédé en 2019, et que son titre fait référence à la couleur choisie pour sa pierre tombale. Composé de quinze pistes, l'album bénéficie d'une version deluxe, disponible uniquement en format physique, incluant deux morceaux supplémentaires. À travers Labrador bleu, Isha retrace son parcours personnel. Dans le premier titre du projet, il est alors possible d'entendre les battements de cœur d'une échographie, puis vers la fin de l’album, cette fois-ci, c'est le son d’une pelle qui creuse la terre qui se distingue, comme lorsque l'on enterre un défunt.

#### Bitume Caviaravec Limsa (2023-2024)
La collaboration entre Isha et Limsa d'Aulnay trouve son origine le 2 octobre 2018, lors d'une rencontre à La Maroquinerie à Paris. Ce soir-là, Isha se produit lors d'un concert où est également présent Sopico, un artiste qui lui avait auparavant manifesté son soutien sur les réseaux sociaux. Accompagné de Limsa d'Aulnay, Sopico les introduit, et une amitié se noue rapidement entre les deux rappeurs. Ayant toujours eu l'ambition de former un groupe et au vu leur alchimie artistique, le rappeur Bruxellois propose alors au rappeur Aulnaysien de former un duo, et de travailler sur un projet commun. Dès lors, en mars 2022, Isha et Limsa annoncent la préparation d'un album collaboratif. Les deux artistes ayant déjà collaboré ensemble sur les projets respectifs de l'un de l'autre. Ce projet, intitulé Bitume Caviar Vol.1, est publié le 1er décembre 2023. Il se compose de onze titres, incluant une collaboration avec JeanJass & Caballero. Une réédition de 13 titres sort, incluant deux pistes bonus, un solo de Isha et un solo de Limsa. Un an plus tard, pour célébrer le premier anniversaire de cet album, les deux rappeurs sortent une nouvelle réédition incluant deux nouveaux titres bonus.
D'un point de vue critique, selon le média Backpackerz, le projet est « considéré quasi unanimement comme un des meilleurs albums communs de l’histoire [du rap francophone] », ayant obtenu un « large succès d'estime ». Réforme qualifie le duo d'« évidence » et décrit l'album comme « onzes titres de pure alchimie ». Enfin, l'Humanité souligne également cette alchimie, mettant en avant les similitudes entre les deux artistes : « Les parcours d’Isha et de Limsa d’Aulnay se rejoignent en bien des points : tous deux nés en 1986, tous deux auteurs d’une trilogie, les artistes partagent une évidente humilité, un goût pour le rap introspectif et l’expérimentation ». C’est ainsi qu’en d'avril 2024, l'album remporte le prix de la "la Flamme de la cover de l'année" lors de la deuxième édition de la cérémonie des Flammes.

#### Drôle d'oiseau(2025)
Le 13 juin 2025, Isha revient en solo avec son nouvel EP intitulé Drôle d'oiseau, annoncé une semaine auparavant par la sortie du single éponyme. Composé de neuf titres, le projet inclut des collaborations avec Dinos et Green Montana, en attendant le deuxième volume de "Bitume Caviar".

## Vie privée
Isha est le cadet d’une fratrie de cinq enfants. Par ailleurs, sa sœur Bwanga Pilipili est une actrice et auteure. Son oncle est le réalisateur Mwezé Ngangura. Il est également père d’un fils nommé Lucien qu'il a eu à 25 ans.
Sur Oui Hustle, il confie s'être reconverti à l'islam en 2008, bien qu'il ait eu une éducation chrétienne. Dans son Thérapie, il révèle être atteint d'hypersensibilité depuis tout petit, ce qu'il appelle son « troisième œil ».

## Style et texte

### Style et influence
Isha ne cache pas ses influences venues d’outre-Atlantique, et cite la scène New-yorkaise comme étant une grande source d’inspiration : « Mon école, c’est le rap new-yorkais », déclare-t-il. Il n’hésite pas à rendre régulièrement hommage à celle-ci, comme avec le morceau La réincarnation de Biggie. Ces hommages vaudront notamment au rappeur le surnom du « plus New-yorkais des rappeurs belges » sur Clique TV. Concernant le rap français, il cite Booba et notamment l'album Temps mort, le qualifiant de disque qui a changé sa vie, mais aussi plus globalement la scène belge qui lui a ouvert la voie pour reprendre le rap au milieu des années 2010.

### Textes
Fortement marqué par le rap américain des années 1990, l'artiste présente des paroles profondément personnelles et qualifie son style de rap comme étant introspectif et orienté sur le mode de vie. Il aspire également à ce que sa musique transmette un message d'espoir, une idée à l'origine du nom « la vie augmente ». En effet, d'après le média Intrld : « si ses principaux atouts résident dans une plume acérée, des productions de très grande qualité et des punchlines marquantes, l’artiste se démarque avant tout par son originalité ».

## Discographie

### Singles
- 2016 : Passage à niveau #1
- 2017 : Karma
- 2017 : Définition d’un OG
- 2019 : Durag
- 2019 : Idole (feat. Dinos)
- 2019 : Freestyle Booska-Pogo
- 2020 : Magma
- 2020 : Une maman qui pleure (feat. Jok'Air & Key Largo)
- 2022 : La réincarnation de Biggie
- 2022 : On sourit pas sur les photos
- 2022: : Booska Labrador Bleu
- 2023 : Inna di Club (feat. Limsa d'Aulnay)
- 2023 : Flûtes recyclables (feat. Limsa d'Aulnay, JeanJass & Caballero)
- 2024 :  Drôle d'oiseau

### Apparitions
- 2009 : "Bx Vibes remix" (feat. Scylla, Rival Capone, Sidéral, Kaz robio, 13hor, B-lel, Convok & ZA) (BXL) (sur Immersion)
- 2017 : Coloris (feat. Caballero & Hamza)
- 2018 : Iron Mic (sur Iron Mic de Konbini)
- 2018 : Clope sur la Lune (feat. Scylla & Sofiane Pamart) (sur Pleine Lune)
- 2018 : Violent (feat. Georgio & PLK)
- 2018 : Environnement (sur Jukebox Vol 2 de l'Abcdr du son)
- 2018 : Nos gènes (feat. L'Or du Commun) (sur Sapiens)
- 2018 : Dans mon élément (feat. Georgio) (sur XX5)
- 2019 : Nana du rap game (sur Deezer Originals : La Relève)
- 2019 : Ça pourrait être toi (feat. F.L.O. & Roméo Elvis) (sur Navigue)
- 2019 : Faut c'qui faut (feat. FouKi & Lord Esperanza) (sur ZayZay)
- 2019 : Tech9 (feat. Jok’Air & Hatik) (sur Jok’Travolta : La fièvre)
- 2019 : Noir (feat. Therapie TAXI) (sur Cadavre Exquis)
- 2020 : Ailleurs (feat. Bakari)
- 2020 : Quand même (feat. Caballero & JeanJass) (sur High & Fines Herbes)
- 2020 : Froid comme la mort (feat. Slimka) (sur Tunnel Vision Prélude)
- 2020 : Starting Block (feat. Limsa d'Aulnay) (sur Logique, Pt. 2)
- 2020 : Fout la merde (feat. Zesau & Djalito) (sur D.E.L.)
- 2021 : Vevo (feat. Coelho) (sur SE7EN)
- 2021 : Drippin (feat. Golgoth) (sur Golgoth est mort)
- 2021 : Gimmik (feat. La Miellerie & Nixon) (sur Première récolte)
- 2021 :' Meilleur (feat. Goldee Money) (sur Dopamine)
- 2021 : Top Boy (feat. Sheldon) (sur Spectre)
- 2021 : Gambinos (feat. Caballero & JeanJass) (sur Zushiboyz, volume 1)
- 2021 : Black Boy (feat. Lalcko)
- 2022 : Fourmilière (feat. Primero) (sur Fragments)
- 2022 : Si tu savais (feat. Walk in Paris & Gracy Hopkins) (sur Walk Tape Vol. 01)
- 2022 : Chicha Ski Nautique (feat. Walk in Paris & Laylow) (sur Walk Tape Vol. 01)
- 2022 : Père Noël (feat. Georgio) (sur CDL)
- 2022 : Bagdad (feat. Red-One) (sur Drari, Vol. 1)
- 2022 : Entretien avec un OG (feat. A2h) (sur Une rose et une lame, FIN.)
- 2023 : TIC TAC (feat. Djel)
- 2023 : Paris BX (feat. Slkrack) (sur Crackito, Vol. 1)
- 2023 : Gangsta Shit (feat. Aketo) (sur Une petite vie sans histoires)
- 2023 : Épopée (feat. Yovo) (sur Zèbre)
- 2023 : Scanner (feat. Esso Luxueux) (sur Liaisons Dangereuses)
- 2023 : Paire blanche (feat. Jeune Mort) (sur No colors)
- 2024 : Haut les mains (feat. Hatik) (sur La vie de Tyler)
- 2024 : 1000 armures (feat. Matou & Joanna) (sur Élixir Vol. 2)
- 2024 : Dash Board (feat. Green Montana) (sur Saudade)
- 2024 : Lundi de Pâques (feat. Caballero & JeanJass) (sur Zushiboyz, volume 4)
- 2025 : Hermès Pyrex (feat. Duke Mobb & Valee) (sur La Cassette Vol. 2 : Bienvenue dans le train fantôme)
- 2025 : Bande Originale (feat. EDGE) (sur De janvier à janvier)
- 2025 : Meilleur (feat. Souffrance) (sur Hiver Automne)
- 2025 : Murder INC (feat. Ismayyyel & Tedax Max) (sur Konsigliere!)